# Камарго, Мигель
Мигель Элис Камарго Канисалес (исп. Miguel Elías Camargo Cañizales; род. 5 сентября 1993, Панама, Панама) — панамский футболист, полузащитник клуба «Индепендьенте Медельин» и сборной Панамы.

## Клубная карьера
Камарго — воспитанник клуба «Чоррильо». 9 августа 2012 года в матче против «Атлетико Чирики» он дебютировал в чемпионате Панамы. 10 февраля 2013 года в поединке против «Тауро» Мигель забил свой первый гол за «Чоррильо».
В начале 2015 года Камарго на правах аренды перешёл в сальвадорскую «Агилу». 1 февраля в матче против «Исидро Метапан» он дебютировал в сальвадорской Примере. 8 февраля в поединке против УЭС Мигель забил свой первый гол за «Агилу». После окончания аренды он вернулся в «Чоррильо».
В начале 2016 года Камарго на правах аренды перешёл в венесуэльскую «Минерос Гуаяна». 29 января в матче против «Депортиво Ла Гуайра» он дебютировал в чемпионате Венесуэлы. 18 февраля в поединке против «Трухильянос» Мигель забил свой первый гол за «Минерос Гуаяна».
В начале 2017 года Камарго в третий раз был отдан в аренду. Его новым клубом стал американский «Нью-Йорк Сити». 8 апреля в матче против «Ди Си Юнайтед» он дебютировал в MLS. 1 июня в поединке против «Нью-Ингланд Революшн» Мигель забил свой первый гол за «Нью-Йорк Сити».

## Международная карьера
7 августа 2014 года в товарищеском матче против сборной Перу он дебютировал за сборную Панамы.
В 2015 году Мигель стал бронзовым призёром Золотого кубка КОНКАКАФ. На турнире он сыграл в матчах против сборных Гаити, Тринидада и Тобаго и дважды США.
В 2016 году Камарго попал в заявку сборной на участие в Кубке Америки в США. На турнире он сыграл в матчах против команд Чили и Аргентины. В поединке против чилийцев Мигель забил свой первый гол за национальную команду.
В 2017 году Камарго во второй раз принял участие в Золотом кубке КОНКАКАФ. На турнире он сыграл в матчах против команд США, Мартиники, Никарагуа и Коста-Рики. В поединке против американцев Мигель забил гол.

### Голы за сборную Панамы
| #   | Дата         | Место                                     | Противник | Счёт | Результат | Соревнование                |
| --- | ------------ | ----------------------------------------- | --------- | ---- | --------- | --------------------------- |
| 01. | 15 июня 2016 | Линкольн Файненшел Филд, Филадельфия, США | Чили      | 0:1  | 4:2       | Кубок Америки 2016          |
| 02. | 8 июля 2017  | Ниссан-стэдиум, Нашвилл, США              | США       | 1:1  | 1:1       | Золотой кубок КОНКАКАФ 2017 |

## Достижения
Международные
 Панама
- Золотой кубок КОНКАКАФ — 2015